# The Bat (film 1926)
The Bat è un film muto del 1926 diretto da Roland West. È un film giallo con elementi horror, prima versione cinematografica dell'opera teatrale The Bat di Avery Hopwood e Mary Roberts Rinehart.
Il film ebbe dei remake; nel 1930, lo stesso West lo rifece con il titolo The Bat Whispers. Nel 1959, Crane Wilbur girò Il mostro che uccide con Vincent Price e Agnes Moorehead.

## Trama
Un criminale, soprannominato "il pipistrello", annuncia in anticipo un furto che sta per compiere. Ma viene battuto sul tempo da un rivale. Entrambi si ritroveranno ad operare a Courtleigh Fleming, residenza della ricchissima Cornelia Van Gorder.
Il potente banchiere Fleming viene ritrovato assassinato e, nel contempo, scompare un suo sottoposto, Brooks Bailey, un giovane cassiere innamorato di Dale, la nipote di Cornelia. Brooks, sospettato dell'omicidio e del furto di duecentomila dollari, vive nascosto in casa, camuffato da giardiniere. Lizzie, la domestica, sospetta di tutto e di tutti: del dottor Wells, del maggiordomo e anche di Moletti, l'investigatore che segue il caso.
Il colpevole si dimostrerà essere proprio Moletti che, in realtà, è il "pipistrello". Il malvivente, ucciso il vero Moletti, si era sostituito a lui:  verrà però smascherato e messo in trappola.

## Produzione
Il film fu prodotto dalla Roland West Productions per la Feature Productions.

## Distribuzione
Distribuito dalla United Artists, il film fu presentato in prima a New York il 14 marzo 1926. Ebbe una distribuzione internazionale: in Finlandia, uscì in sala il 16 maggio 1927; in Austria e Germania gli venne dato il titolo Das Rätsel der Fledermaus, mentre in Spagna e Venezuela quello di El murciélago.
Copia del film viene conservata negli archivi dell'UCLA Film and Television Archive.
La pellicola è entrata nel pubblico dominio negli Stati Uniti.